# Guillaume Amontons
Guillaume Amontons, född 31 augusti 1663 i Paris, död 11 oktober 1705 var en fransk fysiker och uppfinnare av mätinstrument. Han var en av pionjärerna inom tribologin tillsammans med Leonardo da Vinci, John Theophilius Desaguliers, Leonard Euler och Charles-Augustin de Coulomb.
Nedslagskratern Amontons på månen är uppkallad efter honom.